# Forum BKK
Die Forum BKK (vormals REWE BKK) war zwischen 1978 und 2003 eine Betriebskrankenkasse mit Sitz in Frankfurt am Main. Es handelte sich um eine betriebsbezogene Krankenkasse für Mitarbeiter der REWE Group und anderer Mitgliedsunternehmen.

## Geschichte
Im Jahr 1978 wurde die REWE-Leibbrand BKK als Betriebskrankenkasse der Leibbrand Gruppe für gut 5000 Mitarbeiter neu gegründet. Diese nahm nur ein Jahr später im Jahr 1979 die BKK Latscha (Frankfurt am Main) auf. Zum 1. Juli 1990 kam die BKK Heinrich Hill (Hattingen) hinzu. Am 1. April 1991 schloss sich die REWE-Leibbrand BKK mit der vormals selbständigen BKK REWE Südmarkt zusammen und nahm zusätzlich noch die BKK Cornelius Stüssgen auf; die Betriebskrankenkasse nannte sich hierbei in REWE BKK um.
Zu weiteren Fusionen kam es erst am 1. Januar 1996, als die REWE BKK die BKK TA Triumph-Adler aufnahm. Am 1. Januar 1997 schlossen sich die BKK Saale-Elster (ihrerseits aus einer Fusion mehrerer Betriebskrankenkassen hervorgegangen) sowie die BKK AEG-TRO der REWE BKK an. Am 1. Mai 1997 trat die BKK Waggonbau Görlitz der REWE BKK bei. Am 1. August 1997 folgte die BKK ZEMAG Zeitz. 
Zum 1. April 1998 nannte sich die REWE BKK in Forum BKK um. Anschließend kam es noch zum Beitritt der Betriebskrankenkasse des Landes Hessen am 1. Oktober 1998 und der BKK Rostocker Straßenbahn AG am 1. November 1999. Die Forum BKK hatte zuletzt 100.000 Mitglieder. Sie ging schließlich zum 1. Oktober 2003 in der Taunus BKK auf.